# Upplands runinskrifter 367
Upplands runinskrifter 367 är ett vikingatida runstensfragment av granit från Helgåby, Skepptuna socken och Sigtuna kommun. U 367 har tidigare legat som trappsten i ett stall, som grundsten i ett vandringshus och fungerat som stöd för en stolpe vid en lada. Fragmentet förvaras sedan 1940 i vapenhuset i Skepptuna kyrka. Runstensfragmentet är 0,5 meter högt och 0,6 meter brett. Runhöjden är 7-8 centimeter. Ristningen är attribuerad till runristaren Åsmund Kåresson.

## Inskriften
Translitterering av runraden:
... ...ita ' istin þino ' aftiʀ ... ...-noʀ --...
Normalisering till runsvenska:
... [r]etta stæin þenna æftiʀ ... ... ...
Översättning till nusvenska:
... uppresa denna sten efter ...